# Katzenkralle

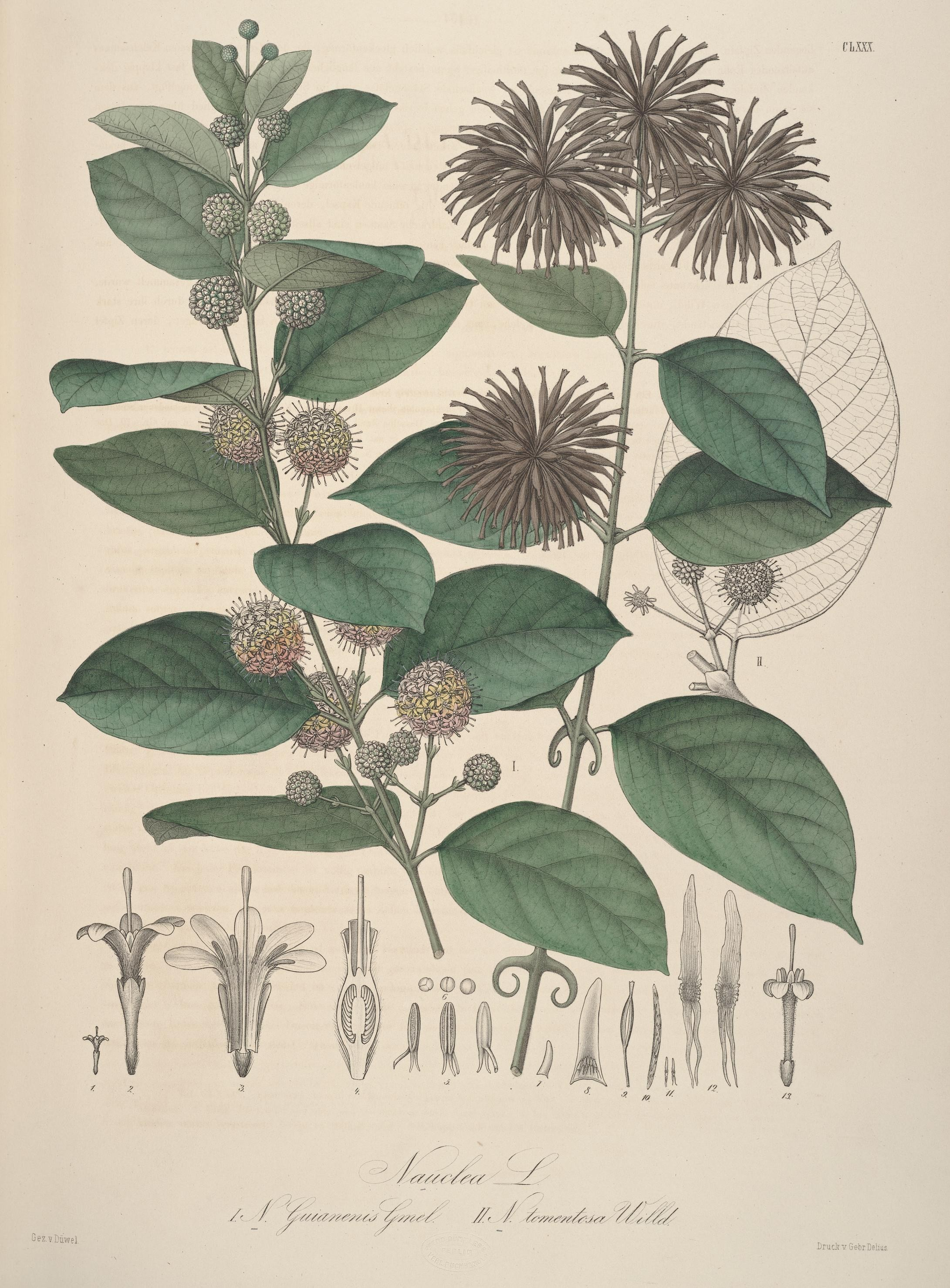
Illustration der sehr ähnlichen Uncaria guanensis

Katzenkralle (Uncaria tomentosa) ist eine Pflanzenart aus der Gattung Uncaria innerhalb der Familie der Rötegewächse (Rubiaceae). Sie ist besonders als Bestandteil in Medikamenten bekannt.
Die gebräuchlichsten Trivialnamen für Uncaria tomentosa in anderen Sprachen sind: Unha de Gato (portugiesischsprachige Länder), Uña de Gato (spanischsprachige Länder), Cat’s Claw (englischsprachige Länder), Griffe de Chat (französischsprachige Länder).

## Beschreibung

### Vegetative Merkmale
Uncaria tomentosa ist eine immergrüne und verholzende Kletterpflanze, eine Liane. Sie wächst bevorzugt auf feuchtem, schattigem Boden im natürlichen tropischen Regenwald, wo die Pflanzen einen Stammdurchmesser von bis über 15 cm und eine Stammlänge von bis über 30 Metern erreichen. Kultiviert bleiben die Exemplare hingegen meist kleinwüchsig und buschig. Die Wurzeln von Uncaria tomentosa wachsen horizontal an der Grenzschicht von Lehm und lockerem organischem Material, wenige Zentimeter unter der Oberfläche.
Die einfachen und kurz gestielten Laubblätter sind gegenständig. Die leicht behaarte Blattstiel ist bis zu 2 Zentimeter lang. Sie sind bis 16 Zentimeter lang, leicht ledrig, ganzrandig, eiförmig bis elliptisch und spitz oder bespitzt. Die Blätter sind unterseits heller, mehr oder weniger, vor allem auf den Adern, behaart, filzig, oberseits sind sie fast kahl außer leicht auf den Adern behaart. Es sind kleine, interpetiolare Nebenblätter vorhanden. In den Blattachseln befinden sich paarige, sichel-, krallenförmig gekrümmte, holzige Stacheln, die als Ranken, Halteorgane dienen und an die Form einer Katzenkralle erinnern.

### Generative Merkmale
Es werden achsel- oder endständige, gestielte, kleine und vielblütige, dichte, köpfchenförmige Blütenstände gebildet die einzeln oder zusammengesetzt erscheinen. Die duftenden, kleinen, sitzenden, gelben und fünfzähligen, trichterförmigen Blüten sind zwittrig mit doppelter Blütenhülle. Der röhrige Kelch am kleinen, schmalen und röhrigen Blütenbecher besitzt nur minimale, spitze Zähnchen. Die Kronröhre ist bis 5–7 Millimeter lang und außen fein behaart mit kurzen, ausladenden, abgerundeten Lappen. Die 5 fast sitzenden Staubblätter sind am Schlund inseriert. Der zweikammerige Fruchtknoten ist unterständig mit langem, vorstehendem Griffel, die große Narbe ist keulenförmig. Es ist ein Diskus vorhanden.
Es werden kleine, gestielte und vielsamige, schmal-eiförmige bis -ellipsoide, bis 5–7 Millimeter lange, septizide Kapselfrüchte mit beständigem Kelch gebildet. Die flachen, spindelförmigen Samen sind beidseits geflügelt, einer der membranösen Flügel ist geteilt. Sie sind mit Flügeln 2–3 Millimeter lang
Die Chromosomenzahl beträgt 2n = 44.

## Unterschiede zu anderer Art
Verwechselt wird Uncaria tomentosa oft mit der zweiten Uncaria-Art in Südamerika der kleineren Uncaria guianensis (Aubl.) J.F.Gmel. Diese unterscheidet sich von Uncaria tomentosa morphologisch unter anderem in ihrer Stachel- (stärker gebogen, länger) und Blattbeschaffenheit (sind kahl) sowie in der Blütengröße und -farbe (orange-rot), größerem Kelch (gestielt) sowie den Blütenständen (größere Köpfe, kahl, etwas länger gestielt). Weitere Unterschiede zeigen sich in den etwas größeren Samen und Samenkapsel, aber auch der Triebspitzen und weiterer morphologischer Details. Ebenso zeigen karyosystematische Untersuchungen deutliche Unterschiede, die Ergebnisse dieser Untersuchungen lassen kein nahes Verwandtschaftsverhältnis zwischen Uncaria tomentosa und Uncaria guianensis vermuten. Weiterhin unterscheiden sich die beiden südamerikanischen Uncarien deutlich im Gehalt und der Verteilung ihrer pharmakologisch aktiven Inhaltsstoffe.

## Verbreitung
Uncaria tomentosa ist eine der beiden in Südamerika vorkommenden Uncaria-Arten. Ihr Vorkommen erstreckt sich über das gesamte Amazonasgebiet von Bolivien, Brasilien, Peru über Kolumbien, Ecuador, Surinam und Guayana bis Panama und Puerto Rico.

## Systematik
Synonyme für Uncaria tomentosa (Willd. ex Schult.) DC. sind Nauclea tomentosa Willd. ex Schult., Uncaria surinamensis Miq., Nauclea surinamensis (Miq.) Walp., Cinchona globifera Pav. ex DC., Nauclea aculeata Kunth, Nauclea surinamensis (Miq.) Walp., Ourouparia polycephala (A.Rich. ex DC.) Baill. oder Ouruparia tomentosa (Willd. ex Schult.) K.Schum.

## Inhaltsstoffe
Die Wurzel von Uncaria tomentosa enthält 2–3 % Oxindolalkaloide. In Stamm und Wurzel von Uncaria tomentosa wurden Terpenoide, insbesondere Quinovinsäureglykoside, Urolsäurederivate und Sterole (insbesondere β-Sitosterol), und Flavonoide wie Procyanidine, (-)Epicatechin und Chinconaine nachgewiesen.
Die Verteilung und Zusammensetzung der Alkaloide in unterschiedlichen Pflanzenpopulationen ist nicht homogen. So wurden zwei Chemotypen gefunden, wovon ein Chemotyp 6 pentazyklische Oxindolalkaloide (Pteropodin, Isopteropodine, Speciophyllin, Uncarin F, Mitraphyllin, Isomitraphyllin), der andere 4 tetrazyklische Oxindolalkaloide (Rhynchophyllin, Isorhynchophyllin) enthält.

## Pharmakologie
Die Hauptwirkung von Extrakten aus der Wurzel und dem Stamm von Uncaria tomentosa richtet sich auf das Immunsystem. Pentazyklische und tetrazyklische Oxindolalkaloide steigern die Phagozytoseleistung von Granulozyten und Makrophagen, wobei für Isopteropodin die ausgeprägteste phagozytosesteigernde Wirkung nachgewiesen wurde. Diese Untersuchungen erzielten Effekte vergleichbar mit anderen unspezifischen Immunstimulanzien.
Für die pentazyklischen Oxindolalkaloide (POA) wurde darüber hinaus eine regulatorische Wirkung auf die Lymphozytenproliferation nachgewiesen. POAs induzieren dabei die Freisetzung eines lymphozyten-wachstumsregulierenden Proteins aus Endothelzellen, welches die klonale Expansion hochaktivierter und transformierter Lymphozyten hemmt, gleichzeitig aber die Proliferation ruhender und schwach aktivierter Lymphozyten steigert. Diese Wirkung wird von tetrazyklischen Oxindolalkaloiden (TOA) des zweiten Chemotyps von Uncaria tomentosa kompetitiv antagonistisch gehemmt.
Ein wässeriges Dekokt aus Uncaria tomentosa inhibiert in Makrophagen die Aktivierung des Transkriptionsfaktors NF-KappaB, der für die Entstehung entzündlicher Prozesse mitverantwortlich ist. Darüber hinaus zeigten Procyanidine und Chinovinsäureglykoside in Modellversuchen entzündungshemmende Wirkung. In Tierversuchen wurde für Extrakte aus Uncaria tomentosa entzündungshemmende Eigenschaft nachgewiesen.
Eine ausgeprägte antileukämische Wirkung wurde für das pentazyklische Oxindolalkaloid Uncarine F festgestellt. Fraktionen wässriger Extrakte aus der Stammrinde von Uncaria tomentosa zeigten eine ausgeprägte Wachstumshemmung auf humanen Brust-Zelllinien.
Sechs Quinovinsäureglycoside aus Uncaria tomentosa zeigten in-vitro antivirale Eigenschaften gegen zwei RNA-Virusinfektionen (Vesicular stomatitis virus und Rhinovirus 1B).
Die intramuskuläre Applikation von pentazyklischen Oxindolalkaloiden an Katzen mit retroviralen Infektionen, die unbehandelt in 90 % der Fälle tödlich endet, resultierte in einer Rückbildung der Krankheitssymptome bei 85 % der Versuchstiere; 44 % der Tiere waren nach fünf Beobachtungsmonaten virusfrei.